# Witold Buhaczkowski
Witold Buhaczkowski (ur. 1864 na Lubelszczyźnie, zm. 10 sierpnia 1925 w Neapolu), polski duchowny katolicki, duszpasterz emigracji polskiej w USA.
Po naukach początkowych na ziemiach polskich udał się na studia do Rzymu, gdzie w 1887 przyjął święcenia kapłańskie. Wkrótce potem wyjechał do pracy duszpasterskiej w USA. Był profesorem polskiego seminarium w Detroit, od 1889 jego prorektorem, a po śmierci założyciela seminarium ks. Józefa Dąbrowskiego (1903) rektorem. Przyczynił się do rozwoju kierowanej przez siebie instytucji pod wieloma względami. Przeprowadził m.in. korzystną transakcję zakupu terenu Michigan Military Academy w Orchard Lake koło Detroit, dokąd w 1909 przeniósł seminarium.
W 1916 z powodu złego stanu zdrowia zrezygnował z funkcji rektora. Ostatnie lata życia spędzał częściowo w USA, a częściowo w Europie; zmarł latem 1925 w Neapolu, niewielki pozostały majątek zapisując na cele dobroczynne. Mieczysław Haiman scharakteryzował go jako "światłego wychowawcę i zacnego męża".